# Núcleo geniculado lateral

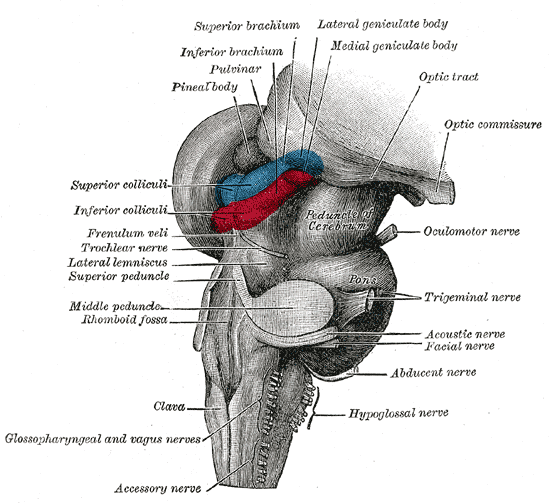
En color rojo azul se observa el cuerpo geniculado lateral

El núcleo geniculado lateral (NGL), es el centro de procesamiento primario de la información visual recibida por la retina del ojo. El núcleo geniculado lateral se localiza dentro del tálamo del cerebro, y es por ello parte del sistema nervioso central. El núcleo geniculado lateral recibe la información directamente y a través de las células ganglionares que provienen de la retina a través del tracto óptico y del sistema de activación reticular. Las neuronas del NGL envían sus axones a través de la radiación óptica (ruta geniculoestriada), una ruta que va a la corteza visual primaria (V1), también conocida como corteza estriada, la corteza visual primaria rodea a la Cisura calcarina la cual está localizada en la parte medial y posterior del lóbulo occipital. Adicionalmente, el NGL recibe muchas conexiones de retroalimentación de la corteza visual primaria. En los mamíferos y en los humanos las dos rutas más fuertes que enlazan al ojo y al cerebro son aquellas que se proyectan hacia el núcleo geniculado lateral dorsal (parte de él en el tálamo) y el colículo superior (CS).

## Estructura
Ambos hemisferios izquierdo y derecho tienen un NGL nombrado así por su similitud con una rodilla doblada (genu es «rodilla» en latín). En muchos primates, incluyendo a los humanos y a los macacos, este tiene capas de cuerpos celulares con capas de neuropilo entre ella, en un arreglo que parece un sándwich o un pastel de varias capas en donde los cuerpos de células son el "pan" y el neuropilo es el glasé o relleno del "pastel".

En los humanos y los macacos el NGL es descrito como poseedor de 6 capas distintivas. Las dos capas internas 1 y 2 son llamadas capas magnocelulares, mientras que las restantes 4 capas son nombradas como capas parvocelulares.

Un conjunto adicional de neuronas conocidas como subcapas koniocelulares, se hallan en la parte ventral ya sea de las capas magnocelulares como parvocelulares. 

Es importante notar que el arreglo de capas es variable entre especies de primates y arreglos extras aun dentro de cada especie.

## Células M, P, K
| Tipo                                           | Tamaño*                        | Fuente / tipo de información | Ubicación                         | Respuesta            | Número        |
| M: Células magnocelulares                      | Grande                         | Bastón; necesario para la percepción del movimiento, profundidad, y pequeñas diferencias en brillo                                 | Capas 1 y 2                       | rápida y transitoria | 95% (120 Mio) |
| P: Células parvocelulares (o "parvocelular")   | Pequeño                        | Conos; larga- y media-longitud de onda (conos "rojo" y "verde"); necesarias para la percepción del color y forma (detalles finos). | Capas 3, 4, 5 y 6                 | lenta y sostenida    | 5% (6 Mio)    |
| K: Células koniocelulares (o "interlaminares") | Cuerpos celulares muy pequeños | Conos; longitud de onda corta conos "azules".                                                                                      | Entre cada una de las capas M y P |                      | ?             |

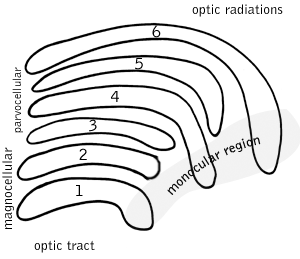
Diagrama esquemático del NGL del primate. Las capas 1 y 2 están en posición más ventral y son próximas a la recepción de las fibras provenientes del tracto óptico.

(*) Tamaños relacionados al cuerpo celular, árbol dendrítico y campo receptivo.
Las capas magnocelular, parvocelular y koniocelular corresponden con los tipos similarmente llamados de células ganglionares. Las células K son menos universalmente aceptadas que las M y P. Están localizadas entre las capas. Las células K son funcional y neuroquímicamente diferentes a las M y P y proveen de un tercer canal a la corteza visual. El rol del sistema koniocelular dentro de la percepción visual no está del todo claro, sin embargo se le ha ligado con la integración de la información somatosensorial sistemática y proprioceptiva con la percepción visual, y posiblemente está involucrada con la percepción de los colores. Las fibras parvo y magnocelulares se consideraba previamente dominaban la franja ventral (Ungerleider-Mishkin y también la franja dorsal, respectivamente. Sin embargo, nuevas evidencias se han acumulado, mostrando que las dos franjas aparentemente alimentan a más de una combinación de diferentes tipos de fibras nerviosas. La mayor ruta visual retino-cortical es la ruta retinotectal, camino principal a través del colículo superior y el núcleo talámico pulvinar dentro de la corteza posterior parietal y el área visual MT.

## Capas ipsilateral y contralateral
Ambos NGL ya sea del hemisferio derecho como izquierdo reciben la señal de cada ojo. Sin embargo, cada NGL recibe la información una mitad del campo visual. Esto ocurre debido a los axones de las células ganglionares de las mitades interiores de las retinas (lados nasales) decusan (cruzan al otro lado del cerebro) a través del quiasma óptico (khiasma significa: Cruz). Los axones de las células ganglionares de la otra mitad de la retina (lado temporal) permanecen en el mismo lado del cerebro. Por otra parte, el hemisferio derecho recibe la información visual del campo visual izquierdo y el hemisferio izquierdo recibe la información del campo visual derecho. En cada uno de los NGL, la información visual es dividida entre varias de las capas como sigue:
- El ojo en el mismo lado (ojo ipsilateral) envía información a las capas 2, 3 y 5
- El ojo en el lado contrario (ojo contralateral) envía la información a las capas 1, 4 y 6

Una práctica nemotécnica sería asignar las letras en el siguiente orden CIICIC donde C es contralateral e I es Ipsilateral. Otra manera es recordar que 2 + 3 = 5, lo cual es correcto por tanto es el lado ipsilateral y 4 + 1 no es igual a 6 por tanto contralateral.
Esta descripción aplica a muchos primates, pero no a todos. La secuencia de capas que reciben información de los ojos contralaterales e ipsilares (opuestos en la cabeza) es diferente en los Társidos. Algunos neurocientíficos sugieren que "esta aparente diferencia distingue a los társidos de todos los demás primates , reforzando el punto de vista de que pertenecen a una línea independiente de evolución de los primates. En percepción visual, el ojo derecho recibe información del lado derecho del mundo (campo visual derecho), tanto como del lado izquierdo del mundo (campo visual izquierdo). Usted puede confirmar esto cubriendo su ojo izquierdo: el ojo derecho sigue viendo su lado derecho e izquierdo, aunque el lado izquierdo de su campo visual es parcialmente bloqueado por su nariz. En el NGL, la correspondiente información del ojo derecho e izquierdo esta "apilada" de tal suerte que un mondadientes atravesando las capas de éste "sandwich" de capas 1 a través de 6 picaría en el mismo espacio visual 6 diferentes veces.

## Entradas al NGL
Los NGL reciben la entrada de muchas fuentes, incluyendo la corteza y la envían como salida a la corteza.
Al menos en algunas especies, el NGL también recibe entradas de señal del tectum óptico (también conocido como colículo superior)

## Salidas del NGL
La información que abandona al NGL, viaja a través de la ruta geniculoestriada la cual forma parte del límbo retrolenticular de la cápsula interna de encéfalo. Los axones que dejan el NGL se dirigen a la corteza visual V1. Ambas capas; magnocelulares como parvocelulares del nivel 1-2 y 3-6 respectivamente envían su axones a la capa 4 en V1. Dentro de la capa 4 de V1, la capa 4cβ recibe entradas parvocelulares, y la capa 4cα recibe entradas magnocelulares. Sin embargo, las capas koniocelulares (dentro de las capas 1-6) envían sus axones a las capas 4a en V1. Los axones de la capa 6 de la corteza visual envían su información de regreso al NGL.
Estudios que involucran a la ceguera sugieren que proyecciones del NGL no sólo viajan a través de la corteza visual primaria sino que a otras áreas corticales superiores. Pacientes con ceguera son paradójicamente ciegos en ciertas áreas del campo visual correspondiente a una lesión contralateral en la corteza visual primaria; sin embargo estos pacientes con capaces de efectuar ciertas tareas motoras finas dentro de su campo visual ciego, tales como sujetar. Ello sugiere que las neuronas viajan del NGL hacia ambas cortezas visual y corteza de regiónsuperior.

## Su función en la percepción visual
La función del NGL, en sí, es desconocida. Se ha demostrado que mientras la retina cumple con la decorrelación espacial a través de la desinhibición del centro-alrededor, el NGL cumple con la decorrelación temporal. Esta espacio-tiempo decorrelación hace mucho más fácil la codificación. No obstante, ocurren muchas más cosas.
Como otras áreas del tálamo, particularmente otros núcleos de relevo, el NGL ayuda al sistema visual en enfocar su atención en la información más importante. Es decir si usted escucha un leve ruido a su izquierda, el sistema auditivo "dice" al sistema visual que dirija su atención visual a esa parte del espacio.
El NGL también es una estación que refina ciertos campos receptivos.
Experimentos recientes usando la resonancia magnética funcional en humanos arrojan que la atención espacial y movimientos sacádicos pueden modular la actividad del NGL.

## Imágenes adicionales

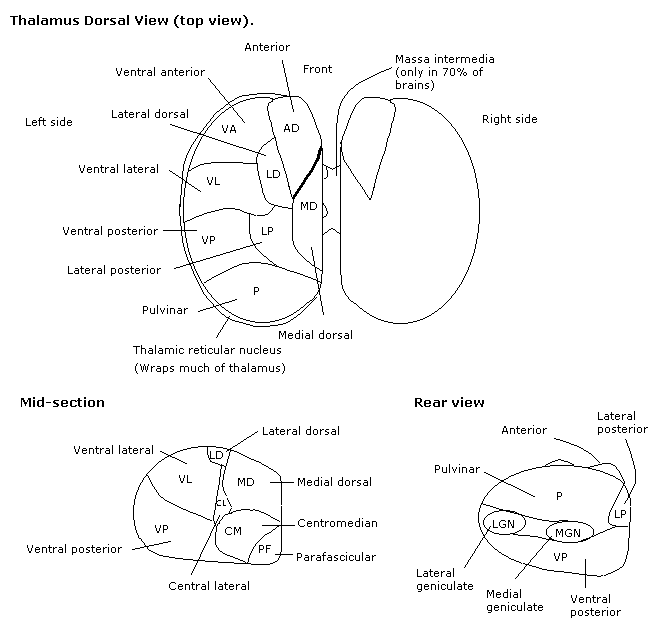
Tálamo
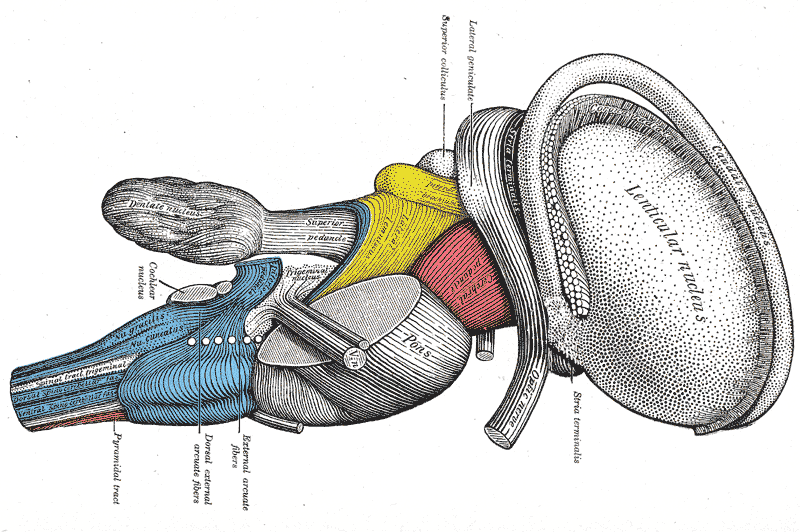
Disección del tronco del encéfalo. Vista lateral.
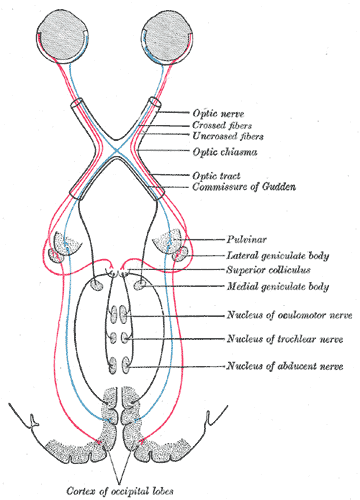
Esquema mostrando las conexiones centrales del nervio óptico y el tracto óptico.
Núcleo talámico
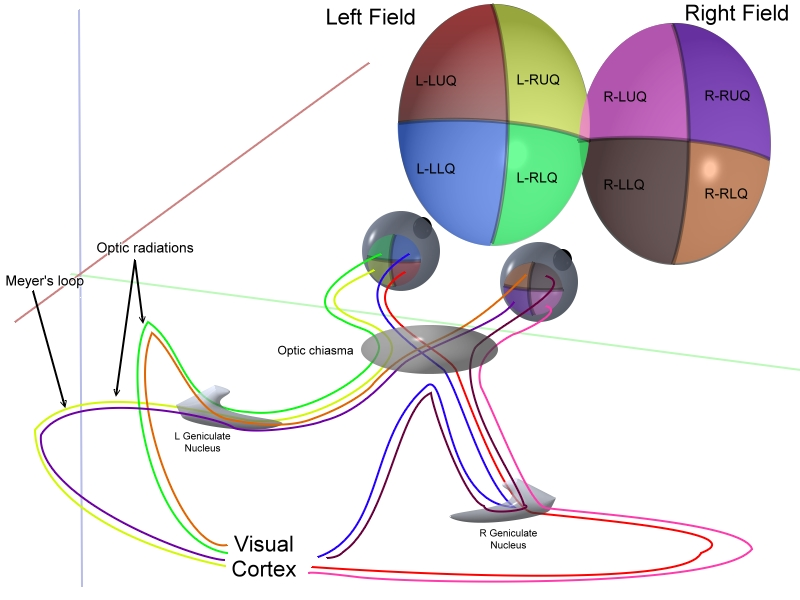
Esquema tridimensional representando los tractos ópticos